# Analiza przeżycia
Analiza przeżycia to zbiór metod statystycznych badających procesy, w których interesujący jest czas, jaki upłynie do (pierwszego) wystąpienia pewnego zdarzenia.
Zdarzeniem tym może w szczególności być np.:
- śmierć pacjenta (stąd nazwa metody)
- awaria urządzenia
- zaprzestanie płacenia rachunków przez klienta
- dezaktywacja usługi telekomunikacyjnej (np. pakietu minut)
- odejście pracownika z firmy

W zbiorze danych do analizy przeżycia wyróżnia się tzw. obserwacje ucięte albo cenzurowane (ang. censored observations), o których wiadomo, że proces stochastyczny trwał dalej, jednak o jego dalszym czasie nie ma dalszych danych (np. pacjenci wypisani ze szpitala).
Typowe metody analizy przeżycia obejmują:
- tworzenie tablic trwania życia
- estymację funkcji przeżycia (np. estymator Kaplana-Meiera, prawo umieralności Weibulla)
- modele regresyjne (np. model proporcjonalnego hazardu Coxa)